# Aspalathus calcarata
Aspalathus calcarata är en ärtväxtart som beskrevs av William Henry Harvey. Aspalathus calcarata ingår i släktet Aspalathus och familjen ärtväxter. Inga underarter finns listade i Catalogue of Life.